# Mystérium (literatura)
Mystérium v rámci středověké literatury představuje typ divadelní hry. Ve středověku divadlo příliš nekvetlo, toto byl kromě pouličního hraní jediný způsob, jak se dostat k herectví. Mystéria se obvykle hrála v kostelech a byla zaměřena na převyprávění biblických příběhů. Obvykle také byla doprovázena zpěvem. Nejvíc se hrála se mezi desátým a šestnáctým stoletím našeho letopočtu a největší rozkvět zažila v patnáctém století, než byla postupně vytlačena světským divadlem.